# Kanton Vitry-le-François-Ouest
Der Kanton Vitry-le-François-Ouest war von 1973 bis 2015 ein französischer Kanton im Arrondissement Vitry-le-François im Département Marne und in der Region Champagne-Ardenne; sein Hauptort war Vitry-le-François.

## Gemeinden
Der Kanton bestand aus neun Gemeinden und einem Teil der Stadt Vitry-le-François (angegeben ist hier die Gesamteinwohnerzahl):
| Gemeinde             | Einwohner Jahr | Fläche km² | Bevölkerungsdichte | Code INSEE | Postleitzahl |
| -------------------- | -------------- | ---------- | ------------------ | ---------- | ------------ |
| Blacy                | 666 (2013)     | –          | – Einw./km²        | 51065      | 51300        |
| Courdemanges         | 397 (2013)     | –          | – Einw./km²        | 51184      | 51300        |
| Drouilly             | 136 (2013)     | –          | – Einw./km²        | 51220      | 51300        |
| Glannes              | 187 (2013)     | –          | – Einw./km²        | 51275      | 51300        |
| Huiron               | 303 (2013)     | –          | – Einw./km²        | 51295      | 51300        |
| Loisy-sur-Marne      | 1.079 (2013)   | –          | – Einw./km²        | 51328      | 51300        |
| Maisons-en-Champagne | 522 (2013)     | –          | – Einw./km²        | 51340      | 51300        |
| Pringy               | 418 (2013)     | –          | – Einw./km²        | 51446      | 51300        |
| Songy                | 268 (2013)     | –          | – Einw./km²        | 51552      | 51240        |
| Vitry-le-François    | 13.174 (2013)  | –          | – Einw./km²        | 51649      | 51300        |